# 路易一世 (安茹)
安茹公爵路易一世（Louis I, Duke of Anjou）（1339年7月23日—1384年9月20日），法兰西王子，法国国王约翰二世和王后波希米亞的邦娜的次子，瓦卢瓦王室安茹支系的始祖，自稱那不勒斯國王（路易吉一世）。他的事业显然不成功。邦娜在文森城堡生下他。1356年，他的父亲封他为安茹伯爵、曼恩伯爵，并分别于1360年和1370年升为安茹公爵和图赖讷公爵。
他参加了普瓦捷战役，他的父王被英格兰人俘虏。1360年，他是法国为了交换国王而交给英格兰的一群人质之一。他从英格兰逃了出来，在那之后，他的父亲感到有义务回到英格兰的监护之下，后来在那里去世了。
1382年，作为那不勒斯女王乔万娜一世的养子，他继承了普罗旺斯和福卡尔基耶，也继承了她对那不勒斯和耶路撒冷的权利。当他率军进入意大利以行使对那不勒斯的继承权时，已是经历对英百年战争的战场老手了。他在行军中去世，权利和爵位落在了以他命名的儿子路易二世身上，后者一度成功统治那不勒斯。

## 百年战争
1356年，路易在其兄太子夏尔（后来的夏尔五世）统领的部队中参加了普瓦捷战役。兄弟俩几乎没有作战，在对抗中全军逃跑。尽管此举令他们蒙羞，逃跑却让他们免于被此战完胜的英格兰人所俘。约翰二世和路易的弟弟大胆腓力却不幸被黑太子爱德华率领的英军俘获。1360年，英法就赎金及议和条件达成布莱特尼条约，其中要求40个出身高贵的人质作为国王付清赎金的担保。10月，已是安茹公爵的路易随队航行到英格兰。由于法国经济不景气，分期债务被延期。路易因此处在英格兰监护下的时间长于预期的6个月。他试图和英王爱德华三世谈判以换取自己的自由，谈判失败，决定逃跑。路易回到法国后，其父约翰二世反对他这一非骑士行为。约翰二世为此感到不名誉，且结合布莱特尼条约要求的赎金正在拖欠的事实，他回到英格兰被囚，以挽回名誉。
1380-1382年，路易是侄子夏尔六世的摄政。

## 那不勒斯国王
1382年那不勒斯女王乔万娜一世死后，路易离开法国，要求那不勒斯王位。乔万娜没有子女，且敌视近支亲族，不愿让他们继承，已收养路易为继承人。路易继承她为普罗旺斯和福卡尔基耶伯爵。但路易尽管在阿维尼翁由对立教宗克莱芒七世加冕为那不勒斯国王，却被迫滞留在法国，乔万娜的军队被她的前继承人和同族堂弟杜拉佐的卡洛所败。1382年，乔万娜在圣费莱的狱中被卡洛所杀；在对立教宗、法国、米兰的贝尔纳博·维斯康蒂、萨伏伊的阿梅迪奥六世等的支持下，路易用摄政期间获取的钱，发起了从卡洛手中夺取那不勒斯王位的远征。
此次远征的军队大约有4万，但并不成功。卡洛倚仗约翰·霍克伍德的14,000雇佣军，将法军从那不勒斯转移到王国的其他地区，并用游击战术骚扰之。1383年3月1日萨伏伊国王阿梅迪奥六世在莫利塞驾崩后，他的军队开了小差。路易转而向侄子法国国王求助，后者派出一支由库锡的安盖兰率领的军队，后者攻占了阿雷佐，侵入那不勒斯，但却在半途得知路易已于1384年9月20日在比谢列突然去世。于是库锡勋爵很快把阿雷佐卖给佛罗伦萨后班师回国。

## 婚姻和子女
1360年7月9日，在未得父亲许可下，路易娶布列塔尼公爵夏尔和德勒的让娜之女吉斯女领主布卢瓦的玛丽。他们的子女如下：
- 玛丽（1370年-1383年后）；
- 路易二世（1377年-1417年）[4]；
- 夏尔（1380年-1404年，昂热），塔兰托亲王，鲁锡、埃唐普和日安伯爵。

## 天启挂毯
1370年代末，路易委托艺术家编绘了《天启挂毯》，即一系列描述《启示录》默示故事的缂织壁毯。